# Naviti Island
Naviti Island är en ö i Fiji.   Den ligger i divisionen Västra divisionen, i den nordvästra delen av landet, 170 km nordväst om huvudstaden Suva. Arean är 35 kvadratkilometer.
Terrängen på Naviti Island är lite kuperad. Öns högsta punkt är 342 meter över havet. Den sträcker sig 11,5 kilometer i nord-sydlig riktning, och 11,2 kilometer i öst-västlig riktning.  I omgivningarna runt Naviti Island växer i huvudsak städsegrön lövskog.